# Законодавча процедура Європейського Союзу
Законода́вчу процеду́ру Європе́йського Сою́зу, головним чином, здійснюють Європейський парламент та Рада Європейського Союзу. Ці дві інституції формально називаються Об'єднаним законодавцем. Компетенція створення та зміни законодавства поділена між ними в рівній частині, у той час як можливість ініціювати закони належить Європейській комісії.
Зазвичай, законодавча пропозиція для того, щоб стати законом, потребує затвердження Парламенту та Ради. Відносна влада конкретної інституції у процесі залежить від того, яка законодавча процедура використовується та сфери, якої стосується пропозиція. Здебільшого вони беруть рівну участь; іноді перевагу має Рада Європейського союзу. Сфери та відповідні процедури визначені Договорами Європейського Союзу. З роками повноваження Європейського парламенту в рамках законодавчого процесу значно розширилися: від обмеження до надання необов’язкових висновків або взагалі виключення із законодавчого процесу до участі нарівні з Радою в законодавчому процесі.
Можливість вносити поправки до Договорів Європейського Союзу, які, іноді, називають Основним законом союзу або, навіть, фактичною Конституцією, належить державам-учасницям і такі зміни мають бути ратифіковані ними у відповідності з їхніми конституційними вимогами. Виключенням можуть бути перехідні положення (passerelle clauses), які передбачають зміну процедури, що використовується у певній сфері без фактичної зміни договорів.

## Учасники

Політична система Європейського Союзу.

З грудня 2009 року, після набуття чинности Лісабонського договору, три інституції ЄС були основними учасниками законодавчого процесу: Європейський парламент, Рада Європейського Союзу та Європейська комісія, а національні парламенти ЄС відігравали подальшу роль. Законодавчі та бюджетні функції Союзу спільно здійснюються Парламентом і Радою, які в протоколі до договорів ЄС називаються законодавцем Союзу.
Точний характер цієї організації широко обговорювався в академічній літературі, де деякі класифікували Європейський Союз як двопалатний або трипалатний, хоча сам Європейський Союз не прийняв таку категоризацію, і спостерігачі зазвичай вважають її sui generis, враховуючи унікальну динаміку між законодавчими органами, якої немає в традиційному трикамералізмі.

### Європейська комісія
Комісія має фактичну монополію щодо внесення пропозицій для законодавчого процесу, владу, яка уповноважує Комісію впливом на розпорядок денний всього ЄС. До того ж, Комісія вносить представляє законодавство за наказом Ради або за пропозицією Парламенту. У якій формі представляти законодавчі акти вирішує Комісія.
Зазвичай, негативна думка Комісії змушує Раду голосувати одностайно, а не за більшістю голосів. Існують також випадки, коли Комісія може самостійно приймати законодавчі акти.

### Європейський парламент
Європейський парламент має 751 учасника, яких обирають кожні 5 років на основі загального виборчого права. Парламент організується, як мульти-партійна інституція, учасники якої працюють у його комітетах і є частиною політичних груп, а не національних делегацій. Тим не менш, парламентські політичні групи дуже слабкі через їхній статус відкритих ідеологічних груп існуючих національних партій.
Парламентська влада значно зросла, порівняно з 50-ми роками, оскільки нові законодавчі процедури надавали більше рівности між Парламентом та Радою. Він також отримав більшу владу у зв'язку зі створенням Європейської комісії, яка завжди відповідала перед ним (парламент має повноваження цензорування).

### Рада Європейського Союзу
Рада Європейського союзу представляє уряди держав-учасниць, а тому кількість учасників відповідає кількості держав, однак голоси розподілені відповідно до кількости населення кожної. Тому, робота Ради не залежить від політичних груп і замість роботи в комітетах, більшість її роботи здійснюється дипломатичними представниками (COREPER).

### Національні парламенти
Національні парламенти країн-учасниць ЄС мають механізм раннього попередження, який передбачає, що якщо одна з країн вкаже на порушення тим чи іншим законопроєктом загальних принципів субсидіарности — так звана «жовта картка» — то такий законопроєкт має бути переглянуто. Якщо більшість парламентів так зробить — так звана, «помаранчева картка» — то Рада або Парламент можуть зняти такий законопроєкт.

## Звичайна законодавча процедура

Звичайна законодавча процедура.

Звичайна законодавча процедура це основна процедура, яка використовується для створення директив та інших документів. Раніше вона називалася процедурою спільного прийняття рішень, який протиставляється міжурядовому методу, що базується на косультативній процедурі або методі координації.
Стаття 294 ДФЄС описує звичайну законодавчу процедуру таким чином. Комісія вносить законодавчу пропозицію до Парламенту або Ради. У першому читанні Парламент висловлює свою позицію. Якщо Рада погодиться з думкою Парламенту, то такий акт вважатиметься прийнятим. Якщо ні, то Рада має висловити свою власну думку з цього приводу та відправити такий акт назад до Парламенту зі своїми поясненнями. Комісія, також, інформує Парламент про свою позицію щодо даного питання. У другому читанні, акт вважається прийнятим, якщо Парламент затвердить текст, поданий Радою, або не прийме ніякого рішення. Парламент може відхилити текст, поданий Радою, що призведе до відхилення акту, або вдосконалити його та передати назад до Ради. Комісія висловлює свою думку вдруге. Ті поправки, які Комісія відхилила, Рада може прийняти тільки одноголосно, а не більшістю голосів.
Якщо протягом трьох місяців з моменту отримання нового варіанту тексту Парламенту Рада його прийме, то такий акт вважається прийнятим. Якщо ні, то Голова Ради за погодженням Голови Парламенту скликає Комітет Примирення, що складається з Ради та відповідної кількости представників Парламенту (з присутністю наглядача з Комісії). Комітет складає спільний текст на основі двох висловлених позицій. Якщо протягом шести тижнів спільний текст не буде погоджено, тоді акт буде відхилено. Якщо буде прийнято і комітет погодить текст, тоді Рада та Парламент (голосуючи більшістю) мають прийняти даний текст у третьому читанні. Якщо вони цього не зроблять, акт буде відхилено.
Процедура вперше з'явилася у Маастрихтському договорі і представлена була як процедура спільного прийняття рішень і була створена, щоб замінити кооперативну процедуру. Процедура спільного прийняття рішень була покращена Амстердамським договором та іншими актами, зокрема Ніццький договір. Процедура змінила звичайну законодавчу процедуру, а її застосування було поширено на майже всі сфери діяльности, як сільське господарство, рибництво, транспорт, бюджетна сфера тощо.

### Зустріч трилогу
Трилог — це неформальний тип зустрічі, який використовується в рамках звичайної законодавчої процедури ЄС. У ньому беруть участь представники Європейського парламенту (ЄП), Ради ЄС та Європейської комісії. Трилоги також є тристоронніми зустрічами, хоча ЄК діє як посередник між ЄП і Радою. Метою трилогових переговорів є приведення трьох інституцій до угоди, щоб прискорити звичайну законодавчу процедуру. Вираз «офіційний трилог» іноді використовується для опису засідань Погоджувального комітету, які відбуваються між другим і третім читанням законодавчої пропозиції. Проте термін трилог здебільшого стосується міжінституційних неформальних переговорів, які можуть відбуватися на будь-якій стадії звичайної законодавчої процедури, від першої стадії до стадії офіційної погоджувальної процедури. Домовленості, досягнуті під час трилогів, ще мають бути затверджені через офіційні процедури кожної з трьох інституцій. Триалоги були «формалізовані» у 2007 році у спільній декларації ЄП, Ради та ЄК, але вони не регулюються первинним законодавством.
Розвиток процесу європейської інтеграції разом із розвитком ролі ЄП як співзаконодавця призвели до збільшення кількости трилогових зустрічей. Протягом законодавчого терміну 2009–2014 рр., коли Лісабонський договір набув чинности і процедура спільного прийняття рішень стала звичайною законодавчою процедурою – встановлюючи роль ЄП і Ради ЄС як співзаконодавців – 85% законодавчих актів було схвалено в першому читанні, 13% – у другому читанні, і лише 2% були включені до узгоджувальної процедури. Ця тенденція відповідає збільшенню кількости трилогів (понад 1500 за той же період) і розглядається як доказ ефективности трилогів у прискоренні відстеження законодавчої процедури.
Основним інструментом, який використовується в трилогах, є документ із чотирма колонками, робочий аркуш, поділений на чотири частини, кожна з яких містить позиції трьох інституцій ЄС. Перша колонка присвячена позиції ЄК, друга – позиції ЄП, третя – позиції Ради. Четвертий і останній стовпець залишився для скомпрометованого тексту, який має з’явитися. Однак, незважаючи на те, що перші дві позиції є публічними, дві інші часто мають текстові елементи, які не були прийняті, а зміст четвертої колонки залишається недоступним для громадськости. Триалоги критикували за брак прозорости та демократичної легітимности. Європейський омбудсмен, орган ЄС, відповідальний за розслідування скарг на погане управління інституціями та іншими органами ЄС, у 2015 році розпочав стратегічне розслідування, щоб встановити необхідність реформування трилогу, виклавши пропозиції щодо більшої прозорости.

## Спеціальні законодавчі процедури
Договори містять положення щодо використання спеціальних законодавчих процедур у певних сферах. Процедури, на які варто звернути увагу це консультативна та процедура згоди, однак використовуватися можуть і інші.

### Консультаційна процедура
Згідно з цією процедурою, Рада, діючи або одноголосно, або кваліфікованою більшістю, може приймати законодавство, запропоноване Європейською комісією після погодження з Європейським парламентом. Не дивлячись на те, що Рада має порадитися з Парламентом щодо законодавчої пропозиції, Рада не зв'язана позицією Парламенту. На практиці Рада зазвичай проігнорує думку Парламенту або навіть приймає рішення до того, як Парламент висуне пропозиції. Однак Суд Європейського Союзу видав рішення, що Рада зобов'язана дочекатися позиції Парламенту, а рішення, що були прийняті без участі Парламенту були скасовані. Діючи таким чином, Парламент іноді саботує прийняття законодавчих актів, що йому не подобається.
До прийняття Єдиного Європейського Акту консультативна процедура була найбільш вживаною законодавчою процедурою у Європейській спільноті. Консультація досі використовується для законодавчих цілей у сфері виключень з внутрішнього ринку та законодавства щодо конкуренції.

### Процедура погодження
Процедура погодження передбачає, що рада може приймати законодавчі акти за пропозицією Європейської Комісії після отримання погодження від Парламенту. Таким чином, Парламент має законну владу приймати або відхиляти будь — які пропозиції. Тим не менш, Парламент співпрацює з комітетом примирення та надає проміжні висновки, в яких він висловлює своє занепокоєння Раді і може притримати своє рішення, доки його міркування не будуть враховані. Це стосується прийняття в члени, методів виходу, загально-правових основ тощо.

### Інкорпорація у внутрішньому законодавстві
Внутрішні правові системи держав-членів є здебільшого спадщиною різних історичних законодавчих актів кожне з яких має бути адаптовано, щоб відігравати важливу роль у забезпеченні ефективного та однакового впровадження стандартів права Європейського Союзу. Уряди держав-членів відповідно до договорів ЄС зобов’язані внести зміни до існуючого первинного та вторинного законодавства таким чином, щоб воно було достатньо узгодженим і зрозумілим для окремих осіб і компаній, щоб забезпечити послідовне та надійне виконання законодавства та директив ЄС у всіх різних юрисдикціях кожної держави-члена Європейського Союзу вчасно.

## Незаконодавчі процедури

### Комісія та Рада діють одноособово
Ця процедура передбачає, що Рада може приймати закони запропоновані Комісією без врахування думки Парламенту. Процедура використовується, коли встановлюється Єдиний зовнішній тариф, а також для переговорів, що стосуються торгових угод у Зовнішньо — торговельному просторі.

### Комісія діє одноособово
У деяких сферах комісія може приймати регулятивне та технічне законодавство без погодження з іншими органами. Комісія може приймати за своєю ініціативою закони, що стосуються монополій та концесій, що надаються компаніям державами — учасницями та стосуються працівників, що хочуть залишитися у зазначених державах, якщо вони там працювали. Завдяки цій процедурі було прийнято дві директиви: одна щодо прозорости у відносинах між державами — учасницями та компаніями, а друга щодо конкуренції у телекомунікаційній сфері.

### Процедури перегляду договору
Лісабонський договір створює два різні шляхи для подальших змін до договорів Європейського Союзу: звичайну процедуру перегляду, яка загалом подібна до нинішнього процесу, оскільки передбачає скликання міжурядової конференції, та спрощену процедуру перегляду, згідно з якою Частина третя Договору про функціонування Європейського Союзу, яке стосується політики та внутрішніх дій Союзу, може бути змінено одностайним рішенням Європейської Ради за умови ратифікації всіма членами станів у звичайному порядку.
Договір також передбачає перехідні положення, які дозволяють Європейській Раді одноголосно прийняти рішення про перехід від одностайного голосування до голосування кваліфікованою більшістю та перехід від спеціальної законодавчої процедури до звичайної законодавчої процедури.

#### Звичайна процедура перегляду
1. Пропозиції щодо внесення змін до договорів подаються державою-членом, Європейським парламентом або Європейською комісією до Ради міністрів, яка, у свою чергу, подає їх до Європейської ради та повідомляє державам-членам. Немає обмежень щодо того, які поправки можуть бути запропоновані.
2. Європейська Рада після консультацій з Європейським Парламентом і Комісією голосує за розгляд пропозицій на основі простої більшости, а потім:
  - Президент Європейської Ради скликає з’їзд, до якого входять представники національних парламентів, урядів, Європейського парламенту та Європейської комісії, для подальшого розгляду пропозицій. У належний час Конвенція надає свої остаточні рекомендації Європейській Раді.
  - Або Європейська Рада вирішує, за згодою Європейського Парламенту, не скликати конвенцію, а сама встановлює завдання для міжурядової конференції.
3. Президент Європейської Ради скликає міжурядову конференцію, до складу якої входять представники урядів кожної країни-члена. Конференція розробляє та доопрацьовує угоду на основі рекомендацій Конвенції або кругу повноважень Європейської Ради.
4. Лідери ЄС підписують угоду.
5. Тоді всі держави-члени повинні ратифікувати договір «відповідно до своїх відповідних конституційних вимог», якщо він хоче набути чинности.

#### Спрощена процедура перегляду
1. Пропозиції щодо внесення змін до частини третьої Договору про функціонування Європейського Союзу подаються державою-членом, Європейським парламентом або Європейською комісією до Ради міністрів, яка, у свою чергу, подає їх до Європейської ради та повідомляє державам-членам. Запропоновані зміни не можуть розширити повноваження Спільноти.
2. Європейська рада після консультацій з Європейським парламентом і Комісією одноголосно голосує за ухвалення рішення про внесення змін до частини третьої на основі пропозицій.
3. Усі країни-члени повинні схвалити рішення «відповідно до своїх відповідних конституційних вимог», якщо воно має набути чинности.

#### Перехідні положення[en]
Перехідні положення дозволяють змінювати процедури голосування без внесення змін до договорів ЄС. Згідно з цим пунктом, Європейська Рада може, отримавши згоду Європейського Парламенту, одноголосно проголосувати за:
- дозволити Раді міністрів діяти на основі кваліфікованої більшости в тих сферах, де раніше вони повинні були діяти на основі одноголосности. (Це недоступно для рішень, які стосуються оборони чи військової сфери)

- дозволити Раді міністрів діяти на основі кваліфікованої більшости в тих сферах, де вони раніше повинні були діяти на основі одноголосности, за винятком рішень, що стосуються оборони або військового характеру.
- дозволяють приймати законодавство на основі звичайної законодавчої процедури, якщо раніше воно мало прийматися на основі спеціальної законодавчої процедури.

Рішення Європейської Ради про використання будь-якого з цих положень може набути чинности лише в тому випадку, якщо через шість місяців після того, як всі національні парламенти були повідомлені про це рішення, ніхто проти нього не заперечує.

## Акти
Нормативно-правові акти, що є результатом цих процедур, можуть мати кілька форм. Регламент — це закон, який має пряму дію; наприклад, Регламент про роумінг, який негайно встановлює ліміти цін на мобільні телефонні дзвінки, здійснені в іншій державі ЄС, не потребуючи прямої інкорпорації в національні закони держави-члена. Директива має бути транспонована в певних межах у національне законодавство; наприклад, Директива про гармонізацію терміну охорони авторського права та деяких суміжних прав, яка була транспонована в Греції як Закон № 2557/1997 та Ірландії як Регламент Європейських Спільнот (Термін захисту авторського права) 1995 року. Рішення має пряму дію, але стосується лише конкретної фізичної чи юридичної особи, а також існують інші юридично необов’язкові документи, як-от думки і рекомендації.